# Candace Robb
Candace Robb (født 1950) er en amerikansk forfatter af historiske romaner. Hendes bøger foregår i middelalderens  England. Hun har også skrevet to bøger under pseudonymet Emma Campion. Robb har studeret og forsket i middelalderhistorie i mange år, og har en en ph.d i middelalder- og angelsaksisk litteratur. Hun deler sin tid mellem Seattle og Storbritannien, og bruger ofte tid i Skotland og York hvor hun laver research til sine bøger. Hendes romaner om bueskytten og spionen Owen Archer er oversat til dansk,

## Romaner om Owen Archer
- The Apothecary Rose (1993) (Dansk: Apotekerrosen)
- The Lady Chapel (1994) (Dansk: Vor Frues Kapel)
- The Nun's Tale (1995) (Dansk: Nonnens fortælling)
- The King's Bishop (1996) (Dansk: En brik i kongens Spil)
- The Riddle of St. Leonard's (1997) (Dansk: En forpested tid)
- A Gift of Sanctuary (1998) (Dansk: Asylets velsignelse)
- A Spy for the Redeemer (2002) (Dansk: Spion for Frelseren)
- The Cross-Legged Knight (2002) (Dansk: Ridderen med de korslagte ben)
- The Guilt of Innocents (2007) (Dansk: De uskyldiges brøde)
- A Vigil of Spies (2008) (Dansk: Spionernes nattevagt)
- A Conspiracy of Wolves (2019)

## Romaner om Margaret Kerr
- A Trust Betrayed (2000)
- The Fire in the Flint (2003)
- A Cruel Courtship (2004)

## Romaner om Kate Clifford
- The Service of the Dead (2016)
- A Twisted Vengeance (2017)
- A Murdered Peace (2018)

## Som Emma Campion
- The King's Mistress (2010)
- A Triple Knot (2014)